# 배틀 스피리츠 더블 드라이브
《배틀 스피리츠 더블 드라이브》(バトルスピリッツ ダブルドライブ)는 TV 도쿄 계열에서 방영한 51부작 만화이다. 2016년 4월 6일부터 2017년 3월 29일까지 방영되었다.